# Cerastium grandiflorum
Cerastium grandiflorum là loài thực vật có hoa thuộc họ Cẩm chướng. Loài này được Waldst. & Kit. mô tả khoa học đầu tiên năm 1804.